# Coi Coi-Vilu
 (décembre 2018).

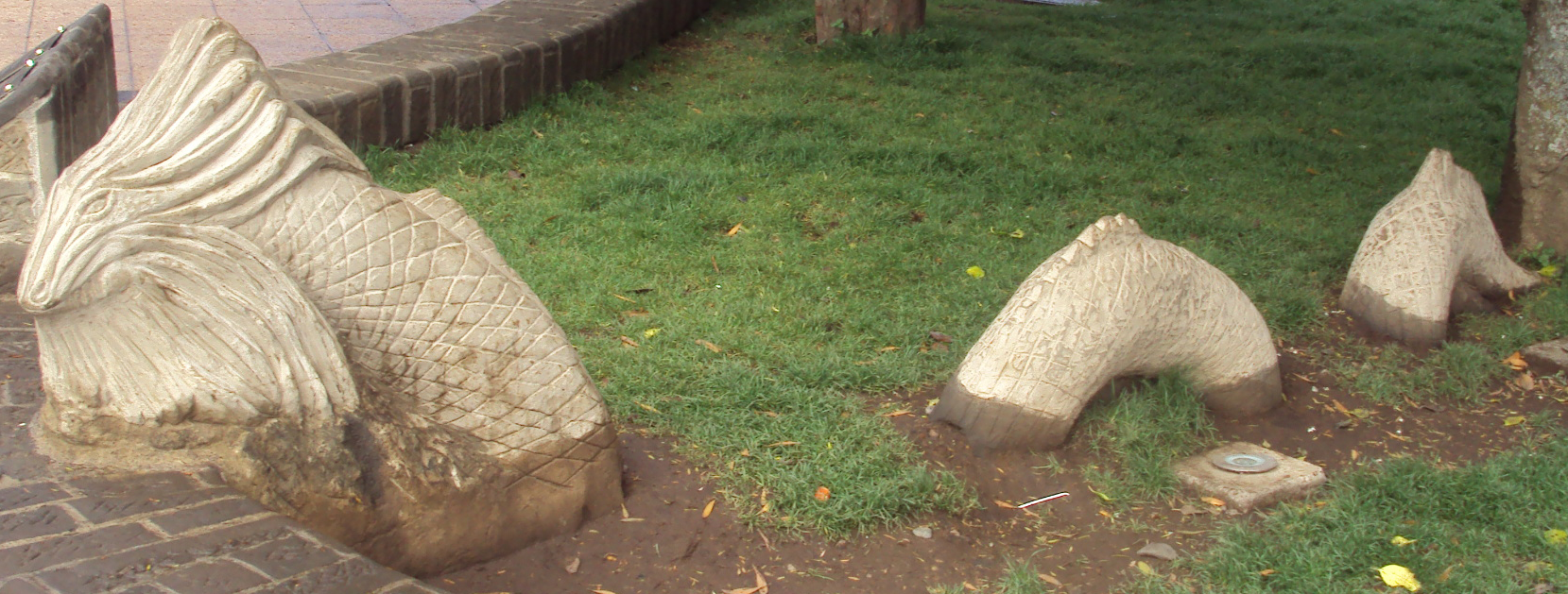
Statue de Coi Coi-Vilu à Plaza de Armas, Ancud, Chili

Dans la mythologie mapuche, Coi Coi-Vilu (Mapudungun : Kaykayfilu;  Kaykay étant un nom et filu signifiant serpent) ou Caicai-Vilu est le dieu de l'eau et de tout ce qui vit dans la mer. Dans la mythologie chilote, Coi Coi-Vilu est la déesse des eaux. Il est une figure centrale de l'origine de l'archipel de Chiloé. Il est le fils de Peripillan (un Pillan).